# كوبايلو ديل كومبو
بلدية كوبايلو ديل كومبو (بالإسبانية: Cubillo del Campo)‏, هي إحدى بلديات مقاطعة برغش, التي تقع في منطقة قشتالة وليون, والتي تقع في شمال غرب إسبانيا.
يبلغ عدد سكانها 76 نسمة وفقاً لإحصائية سنة (2002).